# 澳洲—加拿大關係
澳大利亞－加拿大關係，是指歷史上的澳洲和加拿大，以及至今澳洲聯邦和加拿大之間的雙邊關係。兩國在歷史上均為大英帝國的殖民地，現時亦同為英聯邦王國，並共尊查理斯三世為國家元首。兩國的雙邊關係成熟、高生产力和基础广泛，並在國會、政府官員、私營企業、學術及社區方面有丰富而广泛的接觸。

## 歷史

### 二戰前
加拿大與澳洲的首次接觸起源於1837年。1837年，上加拿大（今安大略省）及下加拿大（今魁北克省）發生政治暴亂，事後154名叛徒被流放至范迪門斯地（今塔斯曼尼亞州）和新南威爾士州，其後大部份叛徒返回加拿大。
加澳兩地在1893年起開始官方接觸。加拿大首任商貿部長麥肯齊·鮑威爾於該年率領貿易代表團訪問澳洲。加拿大在翌年任命約翰·索特·勒克擔任加拿大首任駐澳洲貿易專員，他於1895年赴雪梨履新。其後十年，在定期船運服務的設立及跨太平洋電話線的鋪設之下，兩地貿易出現增長，其後兩地貿易因澳洲貿易保護主義盛行和美加之間貿易的迅速增長而減緩。
加澳兩地開始官方接觸的時候，兩地經常就自治領對英國國防所負的負任出現分歧。1907年，時任澳洲總理艾爾弗雷德·迪金和加拿大總理威爾弗里德·勞雷爾便在1907年殖民地會議上激烈辯論有關問題，但未有達成共識；在1923年大英帝國會議中，一份有關帝國共同防衛和外交政策的提案獲時任澳洲總理斯坦利·布魯斯的支持，但加拿大總理威廉·萊昂·麥肯齊·金卻反對有關建議。但兩地在第一次世界大戰時的立場亦曾一致；雙方在戰事早期均曾允許英國完全控制戰略及政策，並在戰爭後期由時任加拿大總理羅伯特·萊爾德·博登和澳洲總理比利·休斯共同宣佈自行參戰，並說服其他自治領跟從。
1939年，1931年西敏法令在澳洲生效，加上第二次世界大戰爆發，令加拿大和澳洲的關係改善。1939年，加澳兩國將其外交關係提升為高級專員級，並開始互派高級專員。加拿大首任駐澳洲高級專員是查尔斯·约斯特·伯切尔，而澳洲首任駐加拿大高級專員則是威廉·格拉斯哥。同年，兩國在倫敦組織對英聯邦航空訓練計劃籌備支援。在此計劃下，有9400名澳洲空軍士兵在加拿大受訓。在戰時，加澳兩國官員共同參與戰後國際秩序的設立，因此兩國的關係更見緊密。

### 二戰後
1950年代，時任加拿大對外事務國務部長萊斯特·皮爾遜和澳洲外交部長理查德·凯西確保兩國關係保持穩定基礎，令兩國關係在政治、商業及文化方面有顯著增長。1958年，時任加拿大總理約翰·迪芬貝克成為首位訪問澳洲的加拿大政府首腦。
1960年代，兩國關係因為在南非的種族隔離政策及越戰的分歧而開始疏遠。加拿大打算使用英聯邦作為制裁南非的途徑，但為當時仍然實施白澳政策的澳洲所反對。加拿大亦反對澳洲派兵參與越戰。直至1970年時任加拿大總理皮埃爾·特魯多訪問澳洲，兩國關係才回復正常。
1974年，時任澳洲總理愛德華·高夫·惠特蘭成為首位訪問加拿大的澳洲政府首腦。他在訪問中鼓勵澳洲官員學習加拿大的內部政策，他亦讚賞特魯多與美國相離的外交政策。1975年當選澳洲總理的马尔科姆·弗雷泽則延續惠特蘭的外交政策，並視加拿大為主動、志同道合的中間勢力並歡迎與加拿大有更多合作。1970年代末至1980年代初，加拿大和澳洲在柬埔寨、阿富汗、南部非洲和波蘭等的問題上的立場亦保持一致。
1980年代，加澳兩國就原住民、法律、能源研究和滅罪等達成協議，這些協議構成加澳兩國政府一系列的官方交流計劃，並維持至今。1981年，澳洲加拿大研究學會亦宣佈成立。1995年，加澳兩國慶祝兩地交往100周年。
2007年，時任澳洲總理約翰·霍華德和加拿大總理史提芬·哈珀設立隔年舉行，供加拿大和澳洲官員討論公共政策的「加澳公共政策倡議」。2014年12月，時任澳洲總理托尼·阿博特宣佈在烏克蘭設立大使館時，選擇與加拿大駐烏克蘭大使館合署辦公。2015年4月，加澳兩國簽訂《國際發展夥伴協議》。

## 經貿關係
加拿大是澳洲第23大貿易夥伴。2014年，加拿大和澳洲的總貿易額為34億澳元。其中加拿大對澳洲出口額為21億澳元，而澳洲向加拿大出口額為12億澳元。其中澳洲向加拿大出口酒精饮料、非铁废料、碎屑、牛肉、矿石、精矿等，而加拿大向澳洲出口工程車輛、挖掘機械、機車、汽車、藥物、硫、豬肉等。
2010年起，加拿大和澳洲隔年舉行加澳經濟領袖論壇。
2013年，澳洲向加拿大投資537億澳元，有80家澳洲公司在加拿大經營。加拿大向澳洲投資269億澳元，主要在資源及製造業。
2014年，加拿大和澳洲在服務業的總貿易額為19億澳元，其中澳洲對加拿大的服務業出口額為8.55億澳元。

## 軍事關係
加澳軍事合作超過一個世紀，兩國並因此發展出全面的、緊密的防務關係。加澳防務關係主要建基於加强相互联盟、加强互联互通、应对人道主义灾难、协助能力建设、实施维持和平稳定和在世界各地的作戰行動。

## 外部連結
- 澳洲駐加拿大高級專員公署 （页面存档备份，存于）（英文）
- 加拿大駐澳洲高級專員公署 （页面存档备份，存于）（英文）（法文）